# Az alapító
Az alapító (eredeti cím: The Founder) 2016-ban bemutatott amerikai önéletrajzi ihletésű filmdráma John Lee Hancock rendezésében,  Robert Siegel  forgatókönyve alapján. Michael Keaton alakítja a McDonald's világelső gyorséttermi lánccá formálóját, Ray Krocot, Nick Offermann és John Carroll Lynch pedig a McDonald's alapítóit, Richard és Maurice McDonaldot.
A film premierje 2016. december 7-én volt az Egyesült Államokbeli Arclight Hollywood moziban, országosan január 20-án kezdték el vetíteni a Weinstein Company forgalmazásában. Összességében pozitív kritikákat kapott, és eleddig mintegy 13,5 millió dolláros bevételt hozott világszerte.
Magyarországon a mozivetítések 2017. február 2-án kezdődtek.

## Cselekmény
Ray Kroc (Michael Keaton) utazó ügynök, aki a Prince Castle cég shake-keverő multimixerjeit árulja. 1954-et írunk. Míg egy támogató feleség, Ethel (Laura Dern) áll mögötte, és Kroc már eleget keresett, hogy egy egyszerű, de kényelmes életet élhessen, ő többre vágyik. Idősebb kora ellenére nem elégedett a pénzügyi helyzetével, és továbbra is keresi a nagy kiugrás lehetőségét. Erőfeszítései ellenére folyamatosan ambíció nélküli étteremtulajdonosokkal, és kritikán aluli szolgáltatással találkozik az országúti éttermeknél.
Amikor egy kisebb étterem szokatlanul nagyszámú shakert vásárol, Ray meglátogatja az egységet. Amit talál, a környéken rendkívül népszerű McDonald's étterem. Rayt lenyűgözi a kiszolgálás gyorsasága, az étel kifogástalan minősége, az egyszer használatos csomagolás, és a főképpen családos vásárlók.
Ray találkozik a tulajdonosokkal, a McDonald fivérekkel: az idősebb és keményen dolgozó Maurice "Mac" McDonaldal (John Carroll Lynch) és az intuitívabb Richard "Dick" McDonaldal (Nick Offerman). Ray körbejárja a konyhát, és megállapítja, hogy a dolgozóknak milyen erős munkaetikájuk van. Dick elmondja, hogy a kiváló minőségű étel és a villámgyors kiszolgálás képezi az éttermük alapfilozófiáját. Ray elhívja a fivéreket egy vacsorára, akik elmesélik neki a McDonald's történetét. Azt, hogy szegénységben születtek, ahogyan arról álmodoztak, hogy majd Hollywoodban próbálnak szerencsét, mennyire megviselte őket a Nagy Gazdasági válság. Majd azt is, hogy megnyitották a saját hot-dog árusító egységüket, és ahogy a tradicionális üzleti modellt fokozatosan egy magas termelékenységű éttermi egységgé fejlesztették, amely úgy elégíti ki a vevők igényeit, hogy megtartva az olcsóságát, nem áldozza fel a minőséget. Ray a következő napon azt mondja a testvéreknek, hogy mielőbb kezdjék meg az étterem franchise jogainak eladását. Dick elmondja, hogy megpróbálták már, de nem tudták ellenőrzésük alatt tartani a minőségi követelményeket.
A testvérek elutasításában részesülve Ray visszatér a utazó kereskedői mivoltába, ahol az amerikai vidéki táj gyakori látnivalói fogadják: zászlók és a vallási keresztek. Ray újra találkozik a testvérekkel, és egy szenvedélyes beszédet tart arról, hogy a "Golden Arches" (A McDonalds épületének aranyíve) kell hogy legyen az Egyesült Államok új jelképe, és a testvérek tartoznak azzal a hazájuknak, hogy minden városnak legyen egy ilyen étterme. Bár óvatosak Rayjel szemben, megadják neki a támogatást a franchise jogok értékesítésére, de csak azzal a feltétellel, hogy Ray vállalja: minden üzleti döntésnek át kell mennie a fivérek jóváhagyásán. Ray boldogan aláírja a szerződést, és megkezdődik a munka.
Új McDonald's éttermek nyílnak szerte az országban, és a nehézségek ellenére, amelyek főként az éttermi személyzet tagjainak képzésében nyilvánulnak meg, hogy garantálni tudják az elvárt minőséget, a franchise rendszer mozgásba lendül. Felbátorodva az elért eredményeken Ray és Ethel részt vesznek egy gazdag társadalmi klubeseményen, ahol meggyőzik a férfi gazdag barátait, hogy beruházzanak az új franchiseba. Bár a testvérek továbbra is bizonytalanok Ray túlzott terjeszkedési vágya miatt, úgy tűnik, a dolgok jól mennek. Közben Ray véletlenül felkeresi az egyik gazdag barátnak franchiseba adott McDonald's egységet, és megdöbben, hogy az éttermet elhanyagolt állapotban találja, valamint olyan szokatlan termékeket talál, amik nincsenek a McDonald's kínálatában: mint például a rántott csirke és a főtt kukorica. Ray nagyon mérges lesz a minőségi követelmények elárulása miatt, és dühében elvágja a kapcsolatot a gazdag franchise tulajdonosokkal.
Ray végül azon elgondolás mellett dönt, hogy a keményen dolgozó középosztálybeli embereket érdemes befektetőként bevonni, és az ő kezelésükbe adni az új McDonald's éttermeket. Ez az ötlet rendkívül sikeresnek bizonyul, ellentétben a közömbös gazdag tulajdonosok ideájával. Az új tulajdonosok lelkesek a Ray által megkövetelt igények teljesítésében. Az üzlet robbanásnak indul, miközben a McDonald testvérek zsörtölődnek, hogy az ő eredeti éttermükről lassan megfeledkeznek, mint az "az első McDonald's-ról".
Az üzlet olyannyira sikeressé válik, hogy Ray személyesen veszi fel a kapcsolatot a Minnesota étterem gazdag tulajdonosával, Rollie Smithszel (Patrick Wilson). Ray hízeleg, és lelkesedik az új éttermi elrendezésért, a valóságban sokkal inkább Rollie felesége Joan (Linda Cardellini) nyűgözi le.
Bár az üzleti gyorsan bővül, Rayt dühítik a lánc magas fenntartási költségei, így a végén neki és a testvéreknek alig marad a jogdíjból profitjuk. Ray még inkább dühös lesz, amikor Dick megtagadja, hogy újratárgyalják a szerződés bármely részét. Ray figyelmét a láncolat legnagyobb költségű eleme felé fordítja, ami nem más, mint a hatalmas mennyiségű fagylalt beszerzése és fenntartása, amely a híres McDonald's turmix előállításához szükséges. Joan és Rollie találkoznak Rayjel, és Joan elmond egy módszert, amellyel drasztikusan csökkenthetik a költségeket. A beszerzést sokkal olcsóbbá teheti a tejpor használata szemben a magas költségű fagylalttal, miközben a minőség terén nem igazán kell komoly áldozatot hozni. Ray lelkes, de szembetalálkozik Dick elutasításával, hogy a menü egyik központi pillérét tejporral tegyék olcsóbbá.
Banki ügyintézései során Ray véletlenül találkozik Harry Sonneborn (B. J. Novak) ambiciózus pénzügyi tanácsadóval. Harry áttekinti Ray üzleti ügyeit, és megállapítja, hogy bár a McDonald's nyereséges, Ray a rossz pénzügyi megállapodás és a szigorú szerződés foglya, amely így korlátozza a személyes ellenőrzését a láncolat felett. Harry rámutat arra, hogy a franchise tulajdonosok hibásan bérbe veszik az éttermek alapjául szolgáló földterületeket. Ehelyett azt javasolja, hogy vásárolják meg a telkeket egy külön erre a célra alapított ingatlanfejlesztő cégen keresztül. Amikor megtudják, a McDonald testvérek árulást kiáltanak Ray új ingatlanfejlesztő cége miatt, de Ray hűvösen azt mondja nekik, hogy, mivel az ingatlancég technikailag egy külön vállalkozás, a testvéreknek nincs beleszólásuk annak működésébe. Felbátorodva az új bevételeken és növekvő ellenőrzésen, Ray megy előre, és megteszi a tejport a shakek alapjának minden McDonald's üzletben (bár az egyik étterem a testvérek tulajdona).
Miután egyre közömbösebb Ethellel, egy éjszakai vacsora során Ray nyersen kimondja, hogy kezdeményezi a válást. Ray biztosítja a feleségét afelől, hogy megkapja a házat, és egyéb pénzügyi támogatást is, de nem kap egyetlen McDonald's részvényt sem. Ettől külön kezdeményez egy találkozót az ügyvédekkel annak érdekében, hogy bármi áron kiléphessen a McDonald testvérekkel köttetett szerződésből. Dick és a Mac felbőszül látva Ray új cégét, a "The McDonald Corporation"-t, amely büszkén használja a Dick által megálmodott aranyíveket mint logót. A testvérek bírósági perrel fenyegetik meg Rayt, de ő rámutat arra, hogy bár valószínűleg veszítene a bíróság előtt, de van elég pénze és jogásza, hogy elhúzza az ügyet, amíg a testvérek csődbe nem mennek a perköltségektől. Eme beszélgetéstől Mac olyan stresszt szenved el, hogy cukorbetegség és veseelégtelenség miatt a kórházba kerül.
Ray felkeresi Macet a kórházban, és jó szándéka jeleként a kezébe ad egy biankó csekket. A testvérek három dolgot kérnek, hogy teljesen kiszálljanak a közös üzletből:  2 700 000 dollárt, a cég összes jövőbeli bevételének 1%-át mint jogdíjat, és az első, eredeti McDonald's étterem teljes tulajdonjogát. Bár Ray magában haragszik, látszólag egyetért ezekkel a feltételeket. A találkozón, ahol a megbeszélt feltételek kerülnek aláírásra, Ray előhozakodik, hogy miközben teljes mértékben meg akarja adni az 1%-os jogdíjat, nem tudja ezt írásba adni, mert fél annak lehetőségétől, hogy ezzel elriasztják a jelenlegi és a jövőbeni befektetőket. Ő ehelyett kézfogással szentesített egyezséget kínál erre a pontra, míg a többit törvényesen aláírják. Az ügyvédi iroda fürdőszobájában, Dick megkérdezi Rayt, hogy miért kellett neki ennyire a McDonald testvérek éttermi lánca, hiszen az ötletet nyugodtan ellophatta volna, és jóval egyszerűbben létrehozhatta volna a saját éttermi láncát: Ray azt a választ adja, hogy beleszeretett a "McDonald" vezetéknévbe.
Ezzel a franchise jelenlegi és jövőbeli ellenőrzése Ray kezébe kerül, aki nekiáll átírni a múltat, névjegykártyákat osztogat, és részt vesz politikai funkcionáriusokkal való találkozókon, ahol a McDonald's egyedüli alapítójának mutatja be magát. Hosszadalmas történetet ad elő arról, hogyan építette fel egyedül a céget az alapoktól.
A McDonald testvérek végül nem tudták bizonyítani a kézfogással szentesített egyezséget a jogdíjról, így a McDonald's vállalat visszautasította a jogdíjfizetést a testvérpárnak, akik a cég felépítését segítették. Az eredeti éttermük végül csőd miatt bezárt.

## Szereplők
| Szereplő           | Színész                    | Magyar hang            |
| ------------------ | -------------------------- | ---------------------- |
| Ray Kroc           | Michael Keaton             | Csankó Zoltán          |
| Richard McDonald   | Nick Offerman              | Schneider Zoltán       |
| Maurice McDonald   | John Carroll Lynch         | Barbinek Péter         |
| Joan Smith         | Linda Cardellini           | Vadász Bea             |
| Harry J. Sonneborn | B. J. Novak                | Hamvas Dániel          |
| Ethel Kroc         | Laura Dern                 | Farkasinszky Edit      |
| Rollie Smith       | Patrick Wilson             | Horváth-Töreki Gergely |
| Jerry Cullen       | Wilbur Fitzgerald          | Bácskai János          |
| Jim Zien           | Griff Furst                | Galbenisz Tomasz       |
| Jack Horford       | David de Vries             | Bartók László          |
| Dr. Reeves         | Steve Coulter              | Bartók László          |
| Leonard Rosenblatt | Andrew Benator             | Vári Attila            |
| Harvey Peltz       | Mike Pniewski              | Végh Ferenc            |
| Önmaga             | Ray Kroc (archív felvétel) | Végh Ferenc            |
| Hitelügyintéző     | Charles Green              | Katona Zoltán          |
| Válóperes ügyvéd   | Victor McCay               | Katona Zoltán          |
| Hitelügyintéző     | David Silverman            | Kapácsy Miklós         |
| Vállalati ügyvéd   | Kenny Alfonso              | Kapácsy Miklós         |
| Mrs. Cullen        | Susan Williams             | Menszátor Magdolna     |

## A gyártás
Robert Siegel írta a forgatókönyvet Ray Kroc önéletrajza ("Grinding it out – The making of McDonald's (1977) – magyar kiadásban "A McDonald's sztori" (2017)), valamint egy szerző nélküli önéletrajz alapján. A források szerint a filmet hasonló stílusban szerették volna elkészíteni, mint a There Will Be Blood és a Közösségi háló című filmek. A Deadline.com szerint 2014-ben a 13. legjobb nem megvalósított forgatókönyvként tartották számon. 2014 decemberében John Lee Hancock aláírta a film megrendezéséről szóló szerződést.

## Szereplőválogatás
2015 februárjában Michael Keaton aláírta a szerződést Ray Kroc szerepére. Laura Dern 2015. május 11-én csatlakozott a filmhez Ethel Fleming szerepére, akitől Kroc 1961-ben elvált. A következő napon bejelentették, hogy Nick Offerman csatlakozik a filmhez Richard "Dick" McDonald szerepét vállalva. 2015. május 28-án B. J. Novak Kroc pénzügyi tanácsadójának, Harry J. Sonnebornnak a szerepére vállalkozik, míg 2015. június 9-én Linda Cardellini csatlakozott a szereplőgárdához. 2015. június 28-án John Carroll Lynch és Patrick Wilson csatlakozott a szereplők sorához.

## A filmforgatás
A film eredeti forgatása Newnanban, Georgia államban 2015. június 1-jén kezdődött. A forgatáshoz egy eredeti stílusú McDonald's éttermet – az arany ívekkel – gyártottak le Douglasville belvárosában (Georgia) 2015 júniusában.

## A filmbemutató
2015. március 2-án a  Weinstein Company 7 millió USA dollárt fizetett a film forgalmazási jogaiért. 2015. március 26-án Az alapító premierjét 2016. november 25-re jelentette be a Weinstein Company. 2016 márciusában e bemutatót előrehozták 2016. augusztus 5-re, majd 2016. június 13-án elhalasztották 2016. december 16-ra, amit a 2017. január 20-i széles közönségnek való vetítés követ.
A film premierje végül 2016. december 7-re esett az Egyesült Államokbeli Arclight Hollywood moziban (így a film kvalifikálta magát a 26-os Oscar-jelöltek közé), és országosan január 20-án kezdték el vetíteni a Weinstein Company forgalmazásában.

## Jegybevétel
2017. január 29-ig Az alapító 7,5 millió dollár jegybevételt produkált az Egyesült Államokban és Kanadában, valamint 5,1 milliót más területeken, a világszintű 12,6 millió dolláros jegybevétel állt szemben a gyártási 7 milliós költséggel.